# 포레스트에이커스

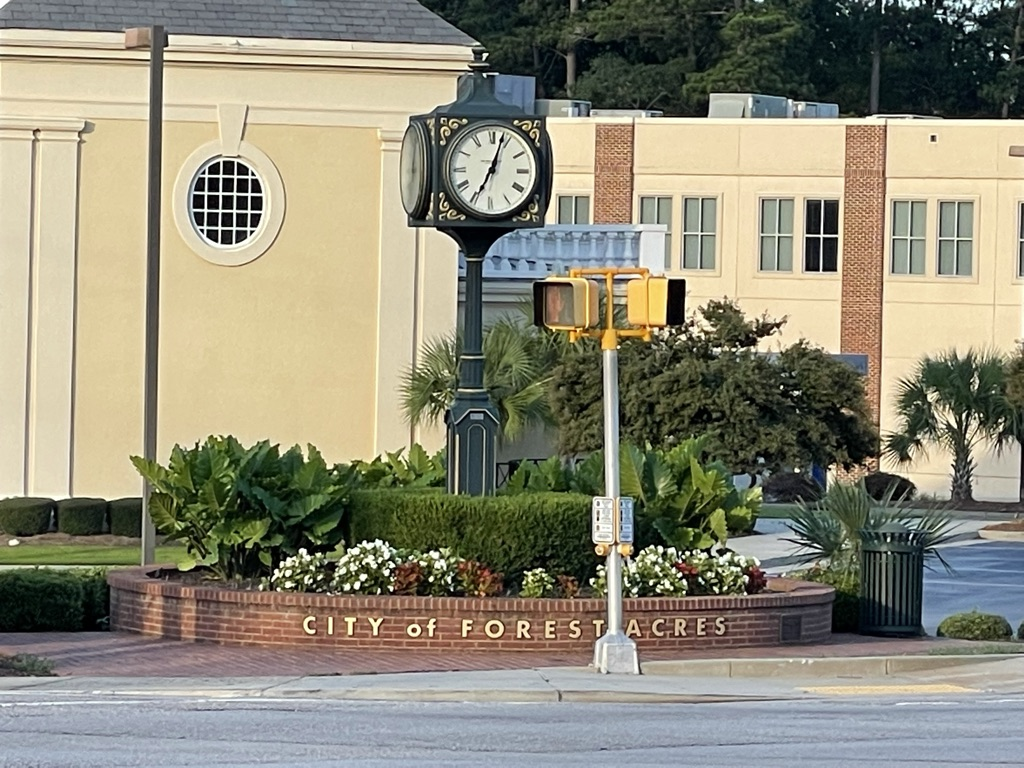

포레스트에이커스(Forest Acres)는 미국 사우스캐롤라이나주 리칠랜드군의 도시이다. 2010년 인구 조사 기준 인구 수는 10,606명이다. 사우스캐롤라이나주 컬럼비아의 일부이다.

## 인구
| 인구조사              | 인구   | Note | %±     |
| --------------------- | ------ | ---- | ------ |
| 1940년                | 323    |      | —      |
| 1950년                | 3,240  |      | 903.1% |
| 1960년                | 3,842  |      | 18.6%  |
| 1970년                | 6,808  |      | 77.2%  |
| 1980년                | 6,062  |      | −11.0% |
| 1990년                | 7,197  |      | 18.7%  |
| 2000년                | 10,558 |      | 46.7%  |
| 2010년                | 10,361 |      | −1.9%  |
| 2020년                | 10,617 |      | 2.5%   |
| U.S. Decennial Census |        |      |        |